# 사궁
사궁은 네 개의 눈을 가진 궁도로, 눈의 형성 요건에 따라 돌의 사활이 좌우된다.